# 小行星10323
小行星10323（10323 Frazer）是一颗绕太阳运转的小行星，为主小行星带小行星。该小行星于1990年11月14日发现。

## 轨道参数
小行星10323的轨道半长轴为2.2768917 UA，离心率为0.178。